# 读唇法
读唇法，亦称为唇语、唇读或视话法，是一种当无法听闻正常声音时（例如听力障碍或者声音收录不足），通过视觉理解嘴唇、面部及舌头动作来理解语言的方法。这种方法同时也依赖于语境信息，语言知识以及任何残留听力。虽然这种方法主要被耳聋或重听的人们使用，它在某些情况下也会被听力正常的人使用。

## 概述
在日常会话中，视力、听力和社交技巧正常的人会潜意识地运用对方嘴唇和面部的信息来帮助听觉上的理解。而且很多能够流利说某种语言的人某种程度上都能够读唇。这是因为每一个语音（音素）都有一个特殊的面部和嘴部的位置（唇形），而人们某种程度上能够基于这些视觉的线索来推断产生的音素是什么，即使这些声音有时候不能被听见或者被降低了（例如，被背景杂音）。
但是，读唇是有限的，因为很多音素发音有相同的唇形。这样就不能单凭视觉信息分辨了。发音部位在嘴巴或喉咙深处的声音是不可能被察觉的，例如喉音和大部分舌头的运动。浊音和清音对看起来相同，例如[p] 和 [b], [k] 和 [g], [t] 和 [d], [f] 和 [v], 以及 [s] 和 [z]，鼻化音（例如[m] 与 [b]）也是一样。据推测，英语中只有30%到40%的声音能够仅通过视觉分辨。
因此，在大部分英语方言中，像“where there's life, there's hope”和“where's the lavender soap”这样的短语是可分辨的。作家亨利基斯尔将他的书命名为What's That Pig Outdoors? ：耳聋回忆录，讲到关于误听了“What's that big loud noise?”这一问题。他在书中用这个例子讨论了读唇的缺点。
因此，唇读者必须非常依赖于环境，交流语境以及对可能出现的话语的知识这些线索。唇读一些惯用的短语，例如问候或与熟悉话题相关的话语；比那些单独出现而没有支持信息的话语（例如从未见过的人名）要容易的多。

## 限制
唇读遇到的困难情况包括：
- 不能看清说话人的嘴唇，这包括：
  - 障碍物，如胡子或挡在嘴前的手
  - 说话人的头转向一边或转开
  - 黑暗环境
  - 很亮的背光环境，如说话人背后有窗户会使得脸部变暗
  - 小组讨论，特别是多个人在短时间内接连说话。这里的挑战是要知道看向哪。

## 聋人利用唇读
生来耳聋的人可能永远都没听过口语，也不可能成为流利运用口语的人，这使得读唇更加困难。他们还必须通过教育环境下有意识的训练来学习唇形。除此之外，唇读需要注意力非常集中，因此会非常劳累。基于种种原因，很多聋人宁愿选择其他的交流方式与非手语使用者交流，例如比手势，书写以及手语译员。
引用多萝西·克莱格1953年《在听的眼睛》一书中的话，“当你听不到的时候，你就像生活在一个塞好的玻璃瓶里。你看得到外面世界的入口，却达不到。学习唇读之后，你仍然在瓶子里，但木塞打开了，外面的世界虽缓慢但真切的向你走来。唇读虽然困难，但能够很成功；这一观点在聋哑人世界里比较有争议。
当与使用唇读的聋哑人交谈时，扩大说话嘴型并没有帮助，而且实际上有可能模糊了有用的线索。但学习强调这些有用的线索却是有可能的，这被称为“唇讲”。
唇读还可以和手语结合起来——通过手部运动来视觉地表达不可见的发音细节。赞成使用手语的一种论据是它能够帮助开发唇读技巧，而这在没有其他线索时也会非常有用，例如，与非聋哑人及非重听者交流时。

## 在華人社會的情況
聾童被要求讀唇語在香港已有一段長時間，但直到現在仍有家長和聾人學校認為聾童使用了手語會影響說話的能力。香港中文大學的研究已經發現，兒童學唇語的同時，也應學手語，多一個途徑去學習，可以學得更好，提高思考能力。聾人機構「龍耳」指出，讀唇語不能明白全部的意思，學習手語可補充不足。
「龍耳」亦指出，與聾人及弱聽人士相處和共事時，只需給予多點耐性，說話慢一點、口形誇張一點，方便他們讀唇。溝通不局限於語言，文字亦可作溝通工具，現時以電話通訊軟件溝通，也十分方便。

## 外部連接
- Laura Ringham (2012) Why it’s time to recognise the value of lipreading and managing hearing loss support (Action on Hearing Loss, full report)
- Scottish Sensory Centre 2005: workshop on lipreading （页面存档备份，存于）
- Lipreading Classes in Scotland: the way forward. 2015 Report
- AVISA; International Speech Communication Association special interest group focussed on lip-reading and audiovisual speech
- Speechreading for information gathering: a survey of scientific sources

Template:Deaf education